# حاملات العجل الحقيقية
حاملات العجل الحقيقية (الاسم العلمي: Eucycliophora) هي طائفة من الحيوانات تتبع الشعبة حاملات العجل.

## التصنيف
- المعايشيات
  - المعايشات
    - المعايش